# Agkelóna
Agkelóna (Angelona) är en ort i Grekland.   Den ligger i prefekturen Lakonien och regionen Peloponnesos, i den södra delen av landet, 150 km söder om huvudstaden Aten. Agkelóna ligger 216 meter över havet och antalet invånare är 458.
Terrängen runt Agkelóna är huvudsakligen kuperad, men den allra närmaste omgivningen är platt. Närmaste större samhälle är Monemvasía, 10,5 km sydost om Agkelóna. 